# MacNeill-vapiti
A MacNeill-vapiti (Cervus canadensis macneilli) az emlősök (Mammalia) osztályának párosujjú patások (Artiodactyla) rendjébe, ezen belül a szarvasfélék (Cervidae) családjába tartozó vapiti (Cervus canadensis) egyik ázsiai alfaja.

## Előfordulása
A MacNeill-vapiti Tibet keleti részén és a kínai Csinghaj (Qinghai) tartományban él. Az alfajt 1903-ban fedezték fel és írták le; 26 évig az alfajból csak egy sutát ismert a tudomány, végül aztán egy bikát is felfedeztek.

## Megjelenése
A MacNeill-vapiti világos nyári bundáján, finom szürke vagy feketésbarna foltok találhatók. A téli szőrzete elmosódott barna. A tibeti vapitival együtt a legnagyobb szarvasfélék a környéken. Agancs felépítése hasonló a többi vapiti alfajéval. A sutáknak télen rövid nyaksörényük van.

## Rendszertana
A MacNeill-vapiti a tibeti vapitival, a kasmírszarvassal és a kanszui vapitival együtt alkotják a vapiti alfajok legdélibb csoportját.